# Luis Llosa
Luis Llosa (Lima, 1951), é um cineasta e produtor de cinema peruano.

## Filmografia
- Hour of the Assassin (1987)
- Crime Zone (1989)
- O Atirador (1993) (1993)
- Eight Hundred Leagues Down the Amazon (1993)
- Inferno Selvagem (1993)
- O Especialista (1994)
- Anaconda (1997)
- The Feast of the Goat (2005)